# Cá sáp dầu
Cá hố dầu (danh pháp hai phần: Ruvettus pretiosus, tên tiếng Anh: Castor-oil fish) là một loài cá trong họ Cá thu rắn.

## Phân bố
Cá biển; đáy biển khơi; di cư trong biển; phạm vi độ sâu 100–800 mét (330–2.620 ft), thường gặp ở độ sâu 200–400 mét (660–1.310 ft). Cận nhiệt đới; 55°B- 43°N, 180°T-180°Đ. Thường sinh sống trên thềm lục địa, đôi khi ở vùng biển sâu đến 800 m. Thường sống đơn độc hoặc thành từng cặp gần đáy. Di cư xa bờ.

## Đặc điểm
Chiều dài tối đa: 300 xentimét (120 in) (chiều dài tổng cộng, TL) cá đực/không giới tính; chiều dài phổ biến: 150 xentimét (59 in) (chiều dài tiêu chuẩn, SL) cá đực/không giới tính; trọng lượng tối đa công bố: 63,5 kilôgam (140 lb). Vây lưng: tia gai 13-15, tia mềm: 15-18; Vây hậu môn: tia gai 0, tia mềm: 15-18. Đốt sống: 32. Da rất thô ráp, các vảy rải rác với các mấu gai xương. Gờ giữa bụng (gờ bụng) trên đường viền bụng. Cơ thể có màu nâu đồng nhất đến nâu sẫm, các chóp vây ngực và vây bụng màu đen, mép vây lưng thứ hai và vây hậu môn màu trắng ở các cá thể non. Thức ăn là cá, động vật giáp xác và mực ống.

## Đánh bắt
Chiếc móc gỗ gọi là 'palu' hoặc móc Ruvettus được sử dụng để bắt loài này ở miền nam trung tâm Thái Bình Dương. Thịt rất nhiều dầu, có tính chất tẩy xổ nếu ăn nhiều. Mua bán ở dạng cá tươi và chả cá ở Nhật Bản; cũng được chế biến thành bột cá.

## Ẩm thực
Thịt của loài cá này rất nhiều dầu và mặc dù có thể ăn được, nhưng dầu thực tế bao gồm các este sáp, không được tiêu hóa như dầu ăn thông thường. Thịt có hàm lượng dầu khoảng 25%, và với khẩu phần từ vài ounce trở lên thì một số người gặp tác dụng phụ nhuận tràng, như gây tiêu chảy, từ một lượng lớn các este sáp như vậy. Một số người tiêu thụ một lượng lớn cá hố dầu cũng bị đau bụng và nôn mửa.
Cá hố dầu có hương vị hấp dẫn và có thể có giá rẻ hơn đáng kể so với một số loài cá khác, dẫn đến việc một số người bán cá cố tình ghi sai nó là cá chim hoặc thậm chí là cá tuyết, mặc dù chúng hoàn toàn không liên quan. Điều này khiến người tiêu dùng thường ăn với khẩu phần lớn hơn, vì họ cho rằng đó là loại cá mà họ quen thuộc, và sau đó có thể bị tiêu chảy. Vì lý do này, Nhật Bản và Italia đã áp dụng lệnh cấm nhập khẩu cá hố dầu. Australia không cấm bán cá hố dầu nhưng khuyến cáo các nhà bán lẻ và nhà cung cấp dịch vụ ăn uống thông báo cho người tiêu dùng về nguy cơ tiềm ẩn liên quan đến tiêu thụ cá hố dầu. FDA Hoa Kỳ cũng cảnh báo người tiêu dùng về khả năng dán nhãn sai của cá hố dầu và các tác dụng phụ như tiêu chảy hoặc nôn mửa có thể xảy ra đều gây khó chịu tồi tệ nhất, nhưng không gây nguy hiểm cho sức khỏe. Cá hố dầu vảy lạ (Lepidocybium flavobrunneum), một họ hàng của cá hố dầu, cũng có hàm lượng este sáp cao và thường bị dán nhãn sai tương tự.

## Hình ảnh

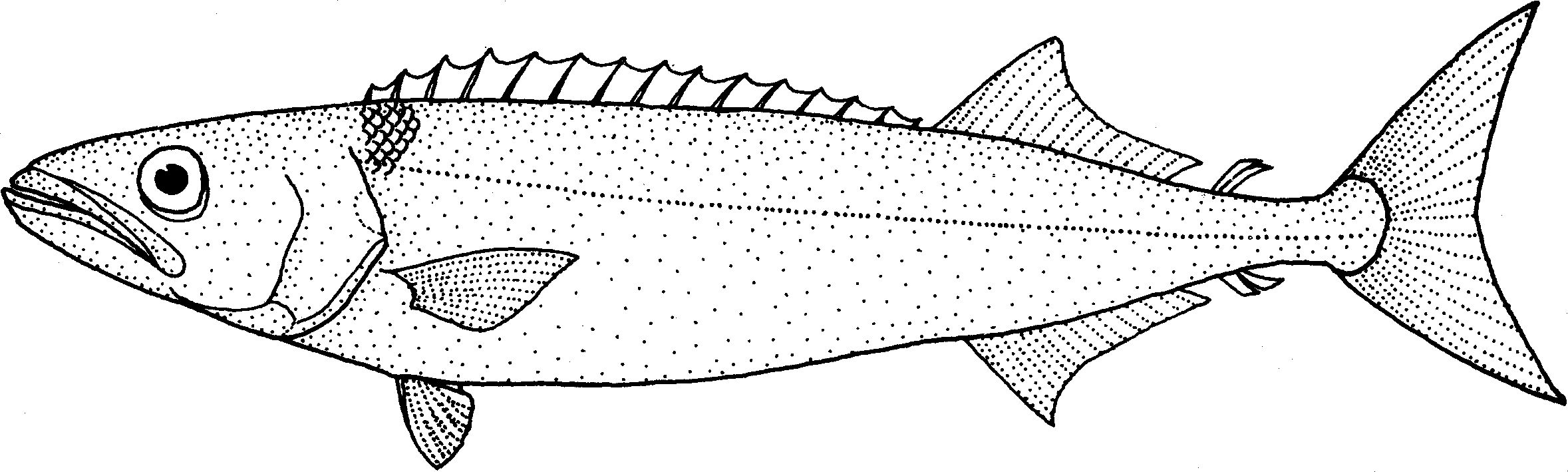
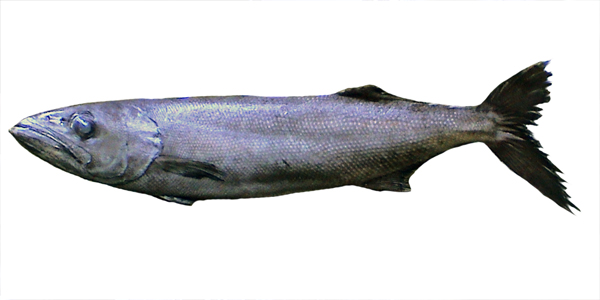
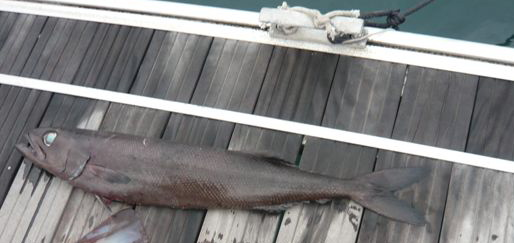
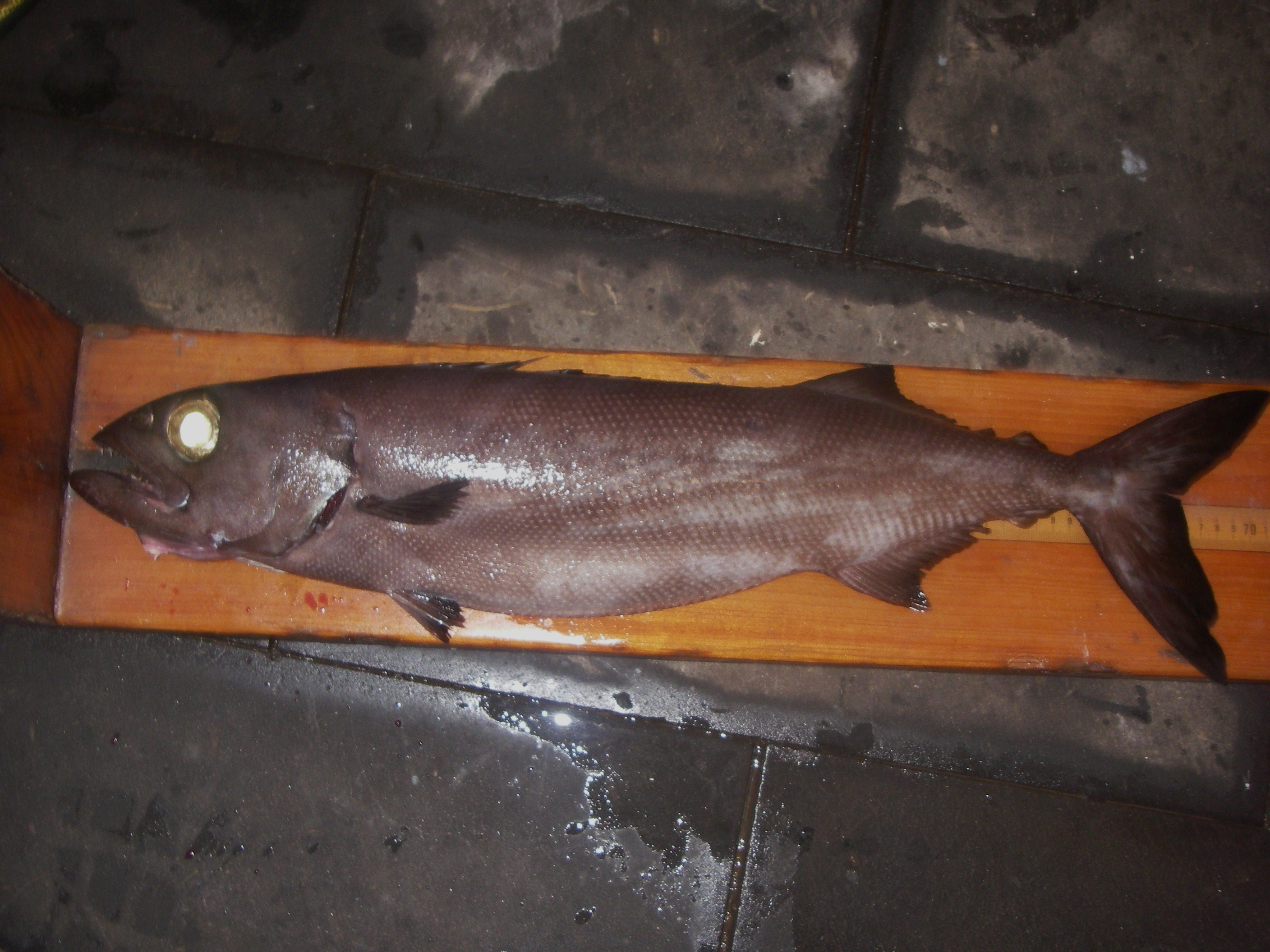